# 盧震 (羽毛球運動員)
盧震（1999年9月22日—），臺灣男子羽球選手，土地銀行羽球隊隊員。

## 選手生涯
盧震母親是台北民權國小羽球隊教練陳嬥筌，就讀民權國小一年級開始接受母親的羽球訓練，國、高中皆就讀臺北市立大同高級中學，後就讀臺北市立大學；2015年，國中三年級的盧震搭檔林聖傑，在2015年第二次全國排名賽獲得中華民國羽球協會之甲組球員資格。
盧震原為中租羽球隊選手，2018年時曾與葉宏蔚搭檔，在奧地利公開賽、斯洛伐克公開賽、葡萄牙國際賽三站賽事斬獲三連冠。後轉隊至土銀羽球隊；2022年，土銀隊中主力男雙「麟洋配」之一的王齊麟為治療腳傷而暫別賽場，其搭檔李洋暫時改與盧震搭檔參加國際賽。

## 主要比賽成績
只列出曾進入準決賽的國際賽事成績：
| 年份   | 賽事                   | 公開賽級別 | 項目     | 搭檔   | 成績   |
| ------ | ---------------------- | ---------- | -------- | ------ | ------ |
| 2017年 | 懷卡托羽毛球國際賽     | 國際系列賽 | 混合雙打 | 張彥葶 | 準決賽 |
| 2018年 | 奧地利羽毛球公開賽     | 國際挑戰賽 | 男子雙打 | 葉宏蔚 | 冠軍   |
| 2018年 | 斯洛伐克羽毛球公開賽   | 未來系列賽 | 男子雙打 | 葉宏蔚 | 冠軍   |
| 2018年 | 葡萄牙羽毛球國際賽     | 國際系列賽 | 男子雙打 | 葉宏蔚 | 冠軍   |
| 2018年 | 葡萄牙羽毛球國際賽     | 國際系列賽 | 混合雙打 | 李子晴 | 亞軍   |
| 2022年 | 挪威羽毛球國際賽       | 國際系列賽 | 男子雙打 | 陳子睿 | 冠軍   |
| 2023年 | 印尼棉蘭羽毛球大師賽   | 超級100賽  | 男子雙打 | 陳子睿 | 準決賽 |
| 2024年 | 美國羽球公開賽         | 超級300賽  | 混合雙打 | 李芷蓁 | 準決賽 |
| 2025年 | 新加坡羽毛球國際挑戰賽 | 國際挑戰賽 | 混合雙打 | 林彥妤 | 準決賽 |
| 2025年 | 馬耳他羽毛球國際賽     | 未來系列賽 | 男子雙打 | 陳勝發 | 冠軍   |
| 2025年 | 斯洛文尼亞羽毛球公開賽 | 國際系列賽 | 男子雙打 | 陳勝發 | 準決賽 |
| 2025年 | 斯洛文尼亞羽毛球公開賽 | 國際系列賽 | 混合雙打 | 林彥妤 | 準決賽 |

| 2007-2017年 | 首要超級賽 | 超級賽 | 黃金大獎賽 | 大獎賽 | 國際挑戰賽 | 國際系列賽 | 未來系列賽 | 其他 |

| 2018-2026年 | 總決賽 | 超級1000賽 | 超級750賽 | 超級500賽 | 超級300賽 | 超級100賽 | 國際挑戰賽 | 國際系列賽 | 未來系列賽 | 其他 |

## 外部連結
- 盧震在世界羽球聯盟的登錄資料